# Šluchat Mišlatim
Šluchat Mišlatim (hebrejsky: שלוחת משלטים) je vrch o nadmořské výšce 619 metrů v centrálním Izraeli, v pohoří Judské hory.
Nachází se cca 17 kilometrů severozápadně od centra Jeruzaléma, cca 5 kilometrů západně od města Abu Goš a cca 1,5 kilometru severně od vesnice Bejt Me'ir. Má podobu podlouhlého zalesněného hřbetu, který probíhá v délce asi 5 kilometrů ve východozápadním směru podél severní strany údolí vádí Nachal Nachšon, které zde prochází soutěskou Ša'ar ha-Gaj. Začíná u vesnice Šo'eva, pak vede severně od vesnic Šoreš a Bejt Me'ir a končí na konci soutěsky, nedaleko soutoku Nachal Nachšon a Nachal Ilan. Jde o historicky významné místo, protože soutěska Ša'ar ha-Gaj byla místem těžkých bojů během první arabsko-izraelské války v roce 1948, v prostoru takzvaného latrunského výběžku (bitvy o Latrun). Šluchat Mišlatim připomíná a dodnes uchovává pozůstatky izraelských a arabských válečných pozic a opevnění. Tvoří ho série jednotlivých dílčích vrcholků, z nichž nejvyšší je kóta 619 na východním okraji hřbetu, následují kóty 592, 577, 503 a 377. Na protější straně údolí Nachal Nachšon je jeho protipólem hřbet Šluchat Šajarot.